# Caroline Persoons
Pour les articles homonymes, voir Persoons.
Caroline Persoons, née le 7 avril 1965 à Namur, est une femme politique belge bruxelloise, membre du parti DeFI (Démocrate fédéraliste indépendant). Elle est la fille de François Persoons, décédé en 1981, ancien Secrétaire d'Etat belge à la Culture et ancien bourgmestre de Woluwe-Saint-Pierre. Du 7 décembre 2012 au 8 décembre 2018, elle est échevine dans cette même commune.
Après avoir choisi d'arrêter la vie politique, elle s'est formée à la médiation et depuis septembre 2021 est médiatrice agréée par la Commission fédérale de médiation en Belgique. 
Elle est licenciée et agrégée en droit de l'Université catholique de Louvain et juriste. Elle a obtenu les certificats de Médiation auprès de l'organisme agréé de formation PMR-Europe (Bruxelles). 
Elle est mariée et mère de trois enfants.

## Fonctions politiques
- Membre du Parlement de la Région de Bruxelles-Capitale  du 23 juin 1995 au 26 mai 2019 :
  - depuis le 23 juin 1995 à titre de suppléante appelée à siéger
  - depuis le 1er janvier 2002 comme membre effectif
- Membre du Parlement de la Fédération Wallonie-Bruxelles (de 1995 au 26 mai 2019 - interruption de novembre 2017 à janvier 2019)
- Sénatrice de communauté (2009-2010)
- Conseillère communale à Woluwe-Saint-Pierre depuis janvier 2001
- 5e Échevine de Woluwe-Saint-Pierre, chargée de la culture, des Bibliothèques francophones, de la médiathèque, des centres de quartiers et de l'animation du 7 décembre 2012 au 8 décembre 2018.

## Interventions politiques
Caroline Persoons est intervenue au Parlement de la Communauté française de Belgique pour dénoncer les effets pervers du décret « Robin des Bois » qui, d'après elle, pénaliserait les écoles qui fonctionnaient bien, qualifiées de « riches » en fonction du quartier dans lequel elles sont situées. Les enfants provenant de milieu modeste mais inscrits dans des écoles de « riches » quitteraient celles-ci, à cause de l'augmentation des coûts liée au manque de moyens que va générer ce décret, au profit d'écoles moins nanties.